# Йордан (історик)
Йо́рдан (лат. Jordanis, Jordanes, Jornandes, Иорнандъ; ?—?) — готський історик та хронікар VI століття. За походженням гот (острогот). Народився у Нижній Мезії. Так само, як його дід, був нотарієм, при аланському полководцеві Гунтігісі Базі. Первісно був аріанином, пізніше навернувся до нікейського віросповідання (халкидоніт)[джерело?]. В середньовічній німецькій (Й. Трісемус) і шведській (Е. Олай) традиції Йордан позначався єпископом[джерело?]. Автор «Гетики» (551), фундаментальної праці про історію готів.

## Праці
- «Гетика» (бл. 551). Переказ готської історії Кассіодора, що не збереглася. Містить найбільш повні свідчення про варварський світ Центральної і Східної Європи в часи Великого переселення народів (германців і, зокрема, слов'ян). Відомо, що російською мовою «Гетика» вперше була перекладена українцем К. Кондратовичем (сер. XVIII ст.; рукопис)[джерело?].
- «Римська історія» («De summa temporum vel origine actibusque gentis Romanorum», або скорочено «Romana»). Своєрідна «римська альтернатива» до попередниці. Компіляція праць з візантійських та римських істориків, що робить «Романа» твором подібним до «Гетики» і відповідає спільній структурі. Твір має незначні згадки про напади слов'ян на Балкани, являється типовим зразком ранньохристиянського і пізньоримського письменства. Водночас, попри біблійні і апокаліптичні сюжети в «римській історії», Йордан робить деякі відступи (наприклад, посилання на візантійського правника і сучасника Ямвліха). В межах авторської концепції праці «Гетика» і «Романа» доповнюють одна одну спільним задумом (варварські напади, занепад ідеї «римської республіки», єресі, «нехтування світом» (contemptus mundi), Бог, тощо) — об'єднані історіографічною традицією, духовною культурою доби. Так, Л. ван Гуфф і П. ван Наффелен розглядають Йордана як маргінального представника «кола» Кассіодора («італійської еміграції» у візантійській столиці), чий унікальний голос відображає серед іншого кризу правління Юстиніана[джерело?].